# Peter Kupferschmidt
Peter Kupferschmidt (* 2. března 1942, Bački Gračac) je bývalý německý fotbalista, obránce. 

## Fotbalová kariéra
Hrál za FC Bayern Mnichov a rakouské kluby SK Sturm Graz a Kapfenberger SV. V  Poháru vítězů pohárů nastoupil v 16 utkáních a dal 2 góly a ve Veletržním poháru nastoupil ve 3 utkáních. S Bayernem vyhrál v roce 1967 Pohár vítězů pohárů. 

## Ligová bilance
| Ročník                                  | Zápasy | Góly | Klub              |
| --------------------------------------- | ------ | ---- | ----------------- |
| Fußball-Oberliga Süd 1960/1961          | 1      | 0    | FC Bayern Mnichov |
| Fußball-Oberliga Süd 1961/1962          | 10     | 0    | FC Bayern Mnichov |
| Fußball-Oberliga Süd 1962/1963          | 10     | 0    | FC Bayern Mnichov |
| Německá fotbalová Bundesliga 1965/1966  | 32     | 0    | FC Bayern Mnichov |
| Německá fotbalová Bundesliga 1966/1967  | 32     | 1    | FC Bayern Mnichov |
| Německá fotbalová Bundesliga 1967/1968  | 33     | 0    | FC Bayern Mnichov |
| Německá fotbalová Bundesliga 1968/1969  | 22     | 0    | FC Bayern Mnichov |
| Německá fotbalová Bundesliga 1969/1970  | 16     | 3    | FC Bayern Mnichov |
| Rakouská fotbalová Bundesliga 1971/1972 | 27     | 0    | SK Sturm Graz     |
| CELKEM Německá fotbalová Bundesliga     | 135    | 4    |                   |
| CELKEM Fußball-Oberliga Süd             | 21     | 0    |                   |
| CELKEM Rakouská fotbalová Bundesliga    | 27     | 0    |                   |